# Anthene discimacula
Anthene discimacula är en fjärilsart som beskrevs av James John Joicey och Talbot 1921. Anthene discimacula ingår i släktet Anthene och familjen juvelvingar. Inga underarter finns listade i Catalogue of Life.